# Heather Hill
Heather Hill eller Heatherhill, lyngbakke eller lynghøj, er et åbent, cirka 35 ha stort morænebakke-område omkring 1,5 kilometer sydvest for Rågeleje. Bakkerne blev fredet i 1960 og udlagt som offentligt område.
Heather Hill-bakkerne er dannet som gletscher-aflejringer i slutningen af den seneste istid. Oprindeligt var de i vid udstrækning overgroet af lyng, som næsten er forsvundet efter åbning for offentligheden og dermed større færdsel på bakkerne. 
Området var var fra begyndelsen af 1900-tallet til slutningen af ejet af 1950'erne ejet af den engelske forretningsmand (te og smør) Joseph Vincent og hans danskfødte hustru; herfra stammer bakkernes engelske navn, der blev opkaldt efter Vincents hjemegn.
Joseph Vincent blev i 1890'erne udsendt til Esbjerg af den engelske detailkæde Maypole Dairy Company for at indkøbe dansk smør og senere tillige margarine og bacon. I løbet af få år udviklede foretagendet sig og etablerede dansk hovedkontor i København. Vincent fandt en dansk ægtefælle, Bertha Marie Jørgensen, og blev direktør for den Maypole-ejede danske afdeling af Medova, der handlede med te. Vincent blev tillige meddirektør i det engelske selskab, som på det tidspunkt var blevet Englands største detailvarekæde. Vincent og hustru boede først på Bernstorffsvej i Gentofte og flyttede i 1911 til lystgården Søgård ved Gentofte Sø (bygningerne blev nedrevet i 1950'erne). Vincent var blevet en holden mand, husstanden omfattede en adoptivdatter, en gouvernante, fem tjenestefolk, en gartner og en chauffør.
Vincent erhvervede Heather Hill-området i 1910 og byggede en gulkalket patriciervilla, i typisk engelsk arts and craft-stil (på dansk: skønvirke), ud mod havet som sommerbolig. Området var dengang en del større end de i dag fredede Heather Hill-bakker. Villaen havde adressen Rågelejevej 100. Henrik V. Lundsgaard fortæller om villaen i Vejby-Tibirke Selskabets årbog fra 1999: »Den var fornemt indrettet med høje egetræspaneler, egetræparket, åbne pejse i stuerne forneden, og gamle hollandske kakler på badeværelserne.«
Til området hørte også to avlsgårde, Klitgården – hvor der var garage til Vincets Rolls Royce-bil – og Hedegården på Raagemarken. Sidstnævnte var ubeboet, og flere var derfor interesseret i at købe den, men Vincent ville ikke sælge. Gården forfaldt og blev revet ned, angiveligt i midten af 1930'erne.
Vincent benyttede villaen hver sommer, indtil han i 1933 forærede hele ejendommen til sin datter, Mrs. Edith Malmsley. I 1939 var huset udlejet til Prins Harald og Prinsesse Helena. Det var også rammen om en del af historien i kriminalromanen Midnatssamtalerne af Otto Schray. Efter anden verdenskrigs udbrud var villaen ubeboet og forfaldt efterfølgende.
I en årrække inden anden verdenskrig blev Heather Hill-arealets østlige flade plateau anvendt af militæret til øvelsesskydning med luftværnsartilleri, og i krigens sidste halvdel brugte tyskerne det. Efter krigen fortsatte det danske militær med skydeøvelser med tungt skyts ud over havet til midten af 1950'erne. I begyndelsen blev der etableret teltlejr for soldaterne ved Strandbjerggård øst for Heather Hill, senere blev der bygget røde barakker på det område, hvor Heather Hill-campingplads ligger i dag. Barakkerne blev nedrevet, efter at militærets øvelser ophørte.
Området blev solgt til Vejby-Tibirke Kommune (i dag en del af Gribskov Kommune) i 1958; kommunen havde oprindeligt planer om at omdanne patrciervillaen til restaurant, men den var for forfalden og blev i stedet revet ned. Området blev fredet og åbnet for offentligheden. Avlsgårdens jorder blev udstykket til sommerhusområde.
I dag fremstår Heather Hill som fortrinsvis græsbevoksede morænebakker omkring to dale ud mod Kattegat; i den ene dal ligger en lille lavmose. Bakkerne er cirka 20 meter høje og danner en moræneklint mod kysten. Skrænterne fortsætter videre vestpå forbi det udstykkede Klitgårdens sommerhusområde til den omkring 40 meter høje Salgårdshøj ved Vejby Strand, der er Nordsjællands højeste punkt mod kysten. Heather Hill gennemskæres af Vejby-Rågeleje landevej; der ligger en offentlig parkeringsplads ved området. Mod landsiden står en enkelt bakke, Studebjerg, mod sommerhusområdet Rågemarken. 
Her vokser enkelte steder lyng samt en del vilde klit-roser og enkelte små træer. Området ud mod havet afgræsses af får, som holdes inde med et elektrisk hegn og en kreaturrist ud mod landevejen.